# Гирокастра (округ)

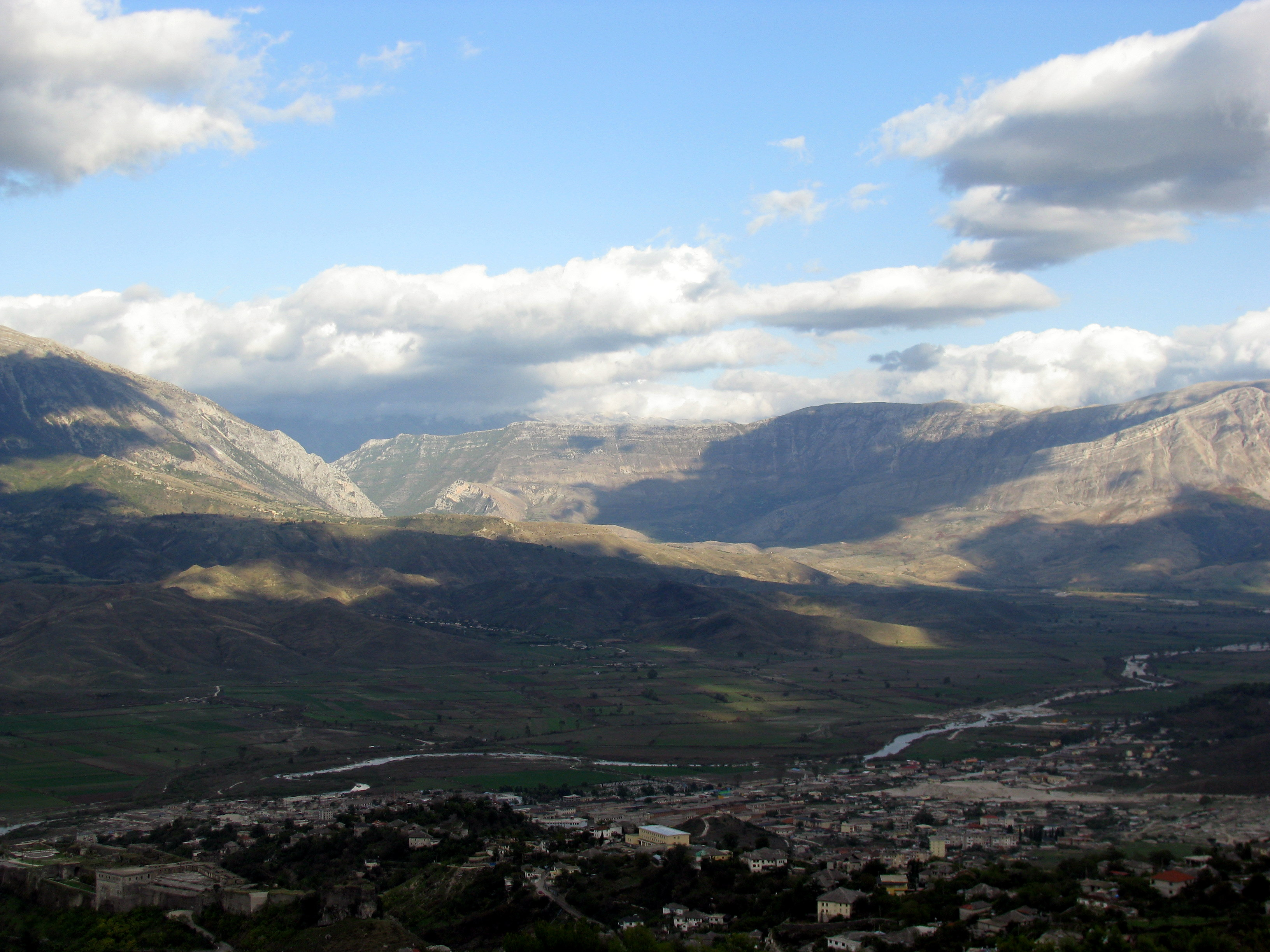
Горы и долина р. Дрин к юго-востоку от Гирокастры

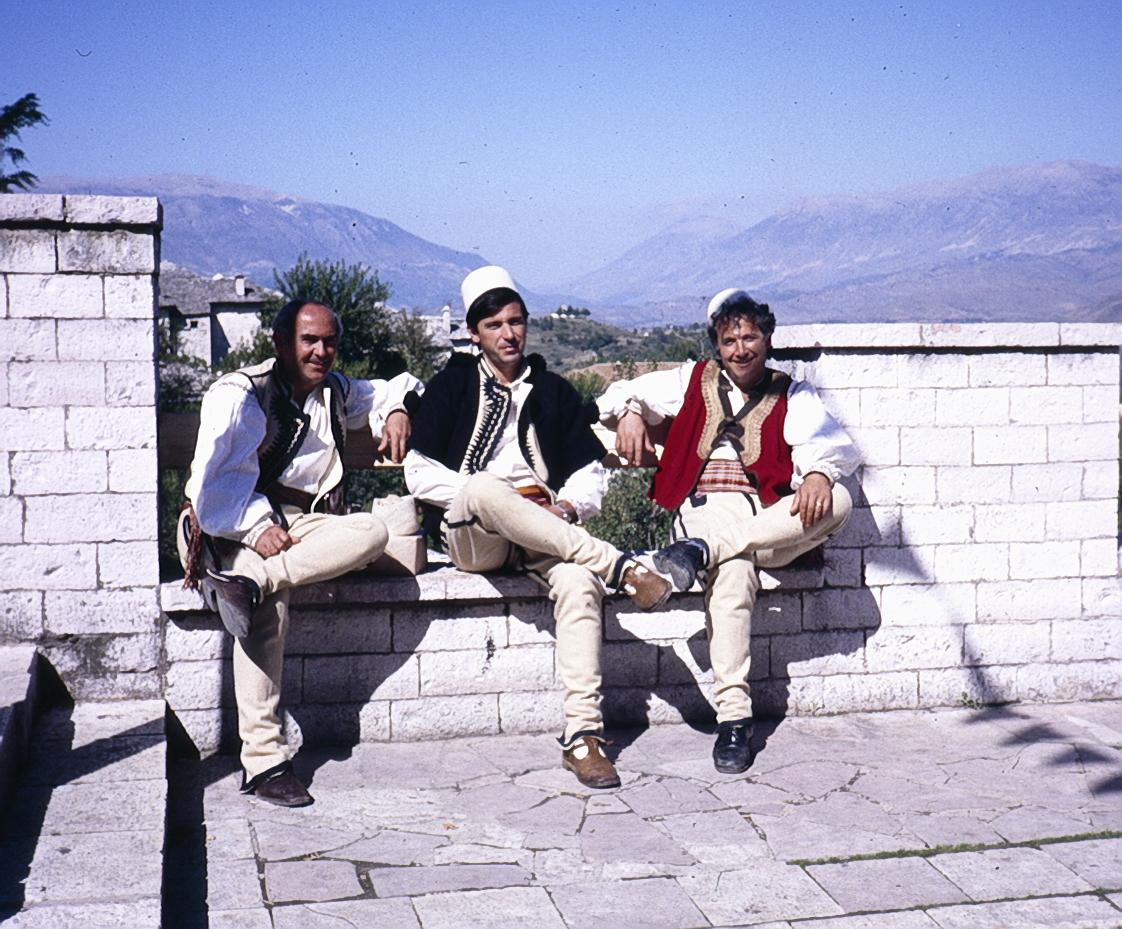
Народные певцы округа Гирокастра

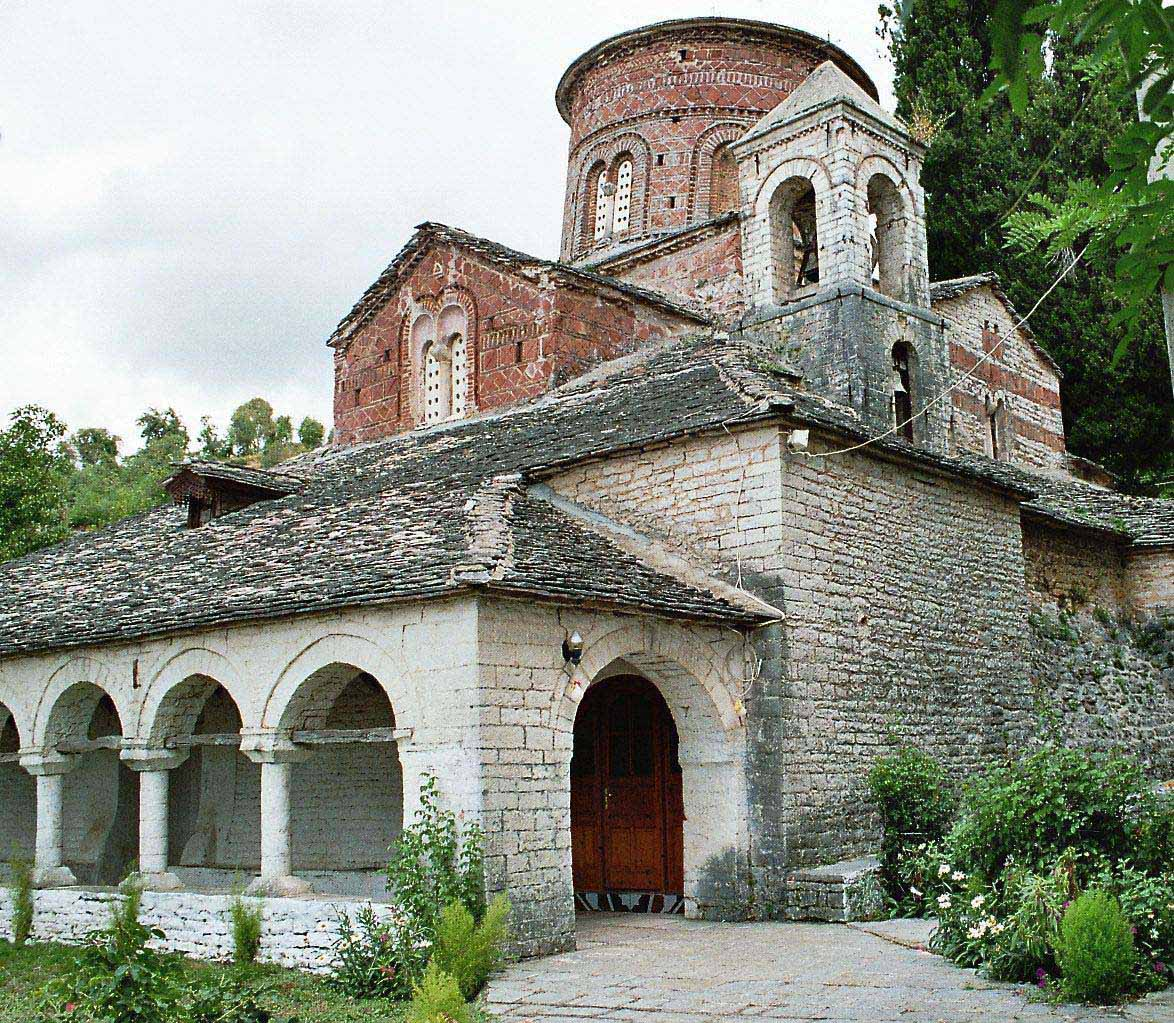
Древняя церковь святой Марии в Labova e Kryqit

 Гирокастра  (алб.  Rrethi i Gjirokastrës) — один из 36 округов Албании, расположенный на юге страны.
Округ занимает территорию 1137 км² и относится к области Гирокастра. Административный центр — город Гирокастра.

## Географическое положение
Территория округа покрыта горами. Долина реки Дрин, пересекающей округ с юга на север, представляет собой достаточно обширную равнинную территорию, ограниченную на западе горной цепью Mali i Gjerë (1.800 м), а на востоке горной цепью Lunxhëria-Buretoja (2.156 м). На севере эти горы сближаются, образуя ущелье, сквозь которое Дрин покидает территорию округа. Населённые пункты только в последние десятилетия распределились по равнине, традиционно же они располагались по краям долины, на склонах гор или на холмах. Долина реки Дрин богата культурно-историческими памятниками, среди которых в первую очередь следует упомянуть античные города Антигонею (Antigonea) и Адрианаполь (Adrianapol).
За горной цепью Lunxhëria-Buretoja находятся труднодоступные высокогорные долины Загория (Zagoria) и Погони (Pogon). На востоке они ограничены горной цепью Dhëmbel-Nemërçka (2.485 м), образующей естественную границу с округом Пермети. На юге и востоке округ граничит с Грецией.
Южнее города Гирокастра в 33 деревнях на территории округа проживает многочисленное греческое население. Греческие деревни расположены в южной части долины Дрин — регионе Дропулл (Dropull) и в долине Погони. Исторически в округе проживало значительное число греков, но в 90-е годы половина из них эмигрировала в Грецию. Права греков в Албании постоянно являлись и являются предметом политических дискуссий, неоднократно выдвигалось требование передать Греции часть округа, относящейся к северной части исторического региона Эпир.
50 % населения округа исповедуют православие, 40 % являются мусульманами, причём половина из них — бекташи.

## История
Округ Гирокастра имеет древнюю историю. Об эпохе иллирийцев напоминают остатки городской стены города Антигонея. Находящиеся недалеко от деревни Sofratike руины античного театра свидетельствуют о существовании здесь большого города Адрианаполя. Это единственное поселение в долине реки Дрин. Церковь Марии в коммуне Labova e Kryqit относится к XX веку. Об Османской империи напоминают многочисленные замки, мосты и, конечно, внесенная в список Всемирного наследия ЮНЕСКО превосходно сохранившаяся, старинная часть города Гирокастра. Город славился и своим базаром, где торговали вышивками, восточным шелком и албанским белым сыром.

## Экономика и промышленность
За пределами города Гирокастра население занято преимущественно сельским хозяйством. Благодаря близости с Грецией вдоль дороги, ведущей из Гирокастры к границе, особенно в греческих деревнях, появились отдельные торговые фирмы. Недалеко от государственной границы в деревне Глина находится самая крупная скважина минеральной воды в стране, обеспечивающая всю Албанию минеральной водой.
Туристическая отрасль развивается преимущественно в Гирокастре.

## Транспорт
Гирокастра лежит в 120 км к югу от Тираны на главной автомобильной магистрали, связывающей Тирану и Саранду, а далее Грецию через пограничный переход Какавие.

## Административное деление
Округ состоит из двух городов: Гирокастра, Либохова и 11 коммун: Antigone, Cepo, Dropull i poshtëm, Dropull i sipërm, Lazarat, Lunxhëri, Odria, Picar, Pogon, Qendër Libohova, Загорья.